# Устина (нос)
Носът Устина (на английски: Ustina Point) е скалист морски нос на западния бряг на остров Тауър в протока Брансфийлд, разположен 2.65 км северозападно от нос Пеня и 3.5 км южно от нос Кранево.
Координатите му са: 63°35′25″ ю. ш. 59°52′28″ з. д. / 63.590278° ю. ш. 59.874444° з. д..
Наименуван е на селището Устина в Южна България. Името е официално дадено на 23 ноември 2009 г.
Британско-немско картографиране от 1996 г.

## Карти
- Trinity Peninsula Архив на оригинала от 2015-09-23 в Wayback Machine.. Scale 1:250000 topographic map No. 5697. Institut für Angewandte Geodäsie and British Antarctic Survey, 1996.